# دانا دين
دانا دين (بالإنجليزية: Dana Dane)‏ هو رابر أمريكي، ولد في 6 سبتمبر 1965 في Fort Greene, Brooklyn ‏ في الولايات المتحدة.

## وصلات خارجية
- الموقع الرسمي
- دانا دين على موقع ميوزك برينز (الإنجليزية)
- دانا دين على موقع أول ميوزيك (الإنجليزية)
- دانا دين على موقع ديسكوغز (الإنجليزية)
- دانا دين على موقع ديسكوغز (الإنجليزية)